# Deividas Česnauskis
Deividas R. Česnauskis (Kuršėnai, 30 giugno 1981) è un ex calciatore lituano, di ruolo centrocampista.

## Biografia
È il fratello di Edgaras Česnauskis, anch'egli ex calciatore.

## Carriera

### Club

#### Ekranas
Cesnauskis incomincia la carriera professionistica nell'Ekranas giovanissimo già all'età di 16 anni. Nel 1997 viene infatti inserito nella rosa della prima squadra ma incomincia a trovare qualche spazio più tardi. Tra il 1997 e il 2000 conseguirà diversi successi tra cui la Coppa di Lituania del 1998, la Supercoppa di Lituania nel 1998 e la Coppa di Lituania nel 2000. Nonostante i numerosi successi in coppa la sua squadra non riesce a competere per la lotta scudetto in campionato giungendo 3 volte al quarto posto e al quinto nel 1999. Cesnauskis giocherà in tutto 66 partite di campionato realizzando 7 reti.

#### Dinamo e Lokomotiv Mosca
Nel 2000 viene acquistato dalla Dinamo Mosca, una delle cinque grandi squadre della capitale russa, in cui gioca 4 anni totalizzando 70 incontri e 5 reti in campionato.
Qui non trova fortuna giungendo in posizioni di medio-alta classifica e non vincendo nessun trofeo nazionale.
Nel 2003 viene comprato dalla Lokomotiv Mosca altra squadra della capitale. Alla Lokomotiv gioca poco ma vince diversi trofei nazionali: nel 2004 arriva la vittoria in campionato, e nell'anno successivo arrivano la Supercoppa di Russia e la Coppa dei Campioni della CSI.
Cesnauskis torna in patria nel 2005 all'FBK Kaunas che vince la Coppa di Lituania.

#### Heart of Midlothian
Il centrocampista lituano viene acquistato dagli scozzesi dell'Hearts nello stesso anno e rimarrà fino al 2009 con i maroons dove vince una Coppa di Scozia nel 2006. Nella sua avventura scozzese incontrerà alcuni connazionali tra cui 
Marius Žaliūkas nel 2006, già compagno di Cesnauskis al Kaunas nel 2005 e Arvydas Novikovas nel 2008.

#### In Grecia: Ergotelis e Aris Salonicco
Nel 2009 viene mandato in prestito in Grecia, all'Ergotelis dove gioca 24 incontri di campionato e segna 2 goal.
Nel 2010 viene acquistato dall'Aris, squadra di Salonicco.

## Palmarès

### Club

#### Competizioni nazionali
- Coppa di Lituania: 1

Ekranas: 1998
- Supercoppa di Lituania: 1

Ekranas: 1998
- Campionato russo: 1

Lokomotiv Mosca: 2004
- Supercoppa di Russia: 1

Lokomotiv Mosca: 2005
- Coppa di Scozia: 1

Hearts: 2005-2006
- Coppa d'Azerbaigian: 1

FK Baku: 2011-2012

#### Competizioni internazionali
- Coppa dei Campioni della CSI: 1

Lokomotiv Mosca: 2005